# Kanton Aixe-sur-Vienne
Kanton Aixe-sur-Vienne (francouzsky Canton d'Aixe-sur-Vienne) je francouzský kanton v departementu Haute-Vienne v regionu Limousin. Tvoří ho 10 obcí.

## Obce kantonu
- Aixe-sur-Vienne
- Beynac
- Bosmie-l'Aiguille
- Burgnac
- Jourgnac
- Saint-Martin-le-Vieux
- Saint-Priest-sous-Aixe
- Saint-Yrieix-sous-Aixe
- Séreilhac
- Verneuil-sur-Vienne